# Amores de mercado (telenovela colombiana)
Amores de mercado es una telenovela colombiana con una historia original de Basilio Álvarez, producida por RTI Televisión  para Telemundo entre 2006 y 2007. 
Protagonizada por Paola Rey y Michel Brown; y con las participaciones antagónicas de Mauricio Islas, Vanessa Villela, Ricardo Abarca y el primer actor Jorge Cao. Cuenta además con las actuaciones estelares de Luly Bossa, Juan Pablo Shuk y Julio del Mar.

## Sinopsis
Lucía y Diego son dos desconocidos que han estado en busca de establecerse emocionalmente y de encontrar el verdadero amor, pero que han cometido grandes errores entregándose a las personas equivocadas.
Lucía, una mujer luchadora y entregada a su hijo, ha vivido a base de mentiras -hasta su adolescencia no se enteró de que su padre no había muerto y que en realidad es la hija ilegítima de uno de los hombres más poderosos del país: Néstor Savater. Siendo muy joven, cree conocer el amor de su vida Fernando Leyra, un joven que quiere cautivarla para hacerse con la herencia de los Savater. Un embarazo inesperado desemboca en una fraudulenta boda, pero Lucía, convencida de que es lo mejor para su hijo Adrián, se queda en un matrimonio sin amor. Pero, lo que Lucía desconoce, es que Fernando también se hace llamar Antonio y utiliza su trabajo de viajante como excusa para vivir una doble vida, pues lejos de la capital tiene otra esposa y otra hija.
Un buen día, Fernando, cansado de esperar que el dinero de los Savater llegue a sus manos, finge su secuestro y desaparece durante cinco años, haciendo creer a Lucía y a su hijo que ha fallecido. Al otro lado de la ciudad vive Diego, un joven futbolista, ídolo de masas en su país, que vive rodeado de lujos y frivolidades. La vida le cambia radicalmente cuando tras un fatídico accidente muere su novia Raquel Savater y sufre heridas permanentes que no le permitirán volver a jugar a fútbol.
Asimismo, por su parte, Néstor Savater, padre de Raquel y Mónica, la hermana gemela de Raquel, acusa a Diego de homicidio y este es encarcelado durante 5 años. Al salir de la cárcel, Diego regresa al barrio donde creció, y es allí donde se encuentra con Lucía. A pesar de que ninguno de los dos buscaba enamorarse de nuevo, la vida los sorprende con una segunda oportunidad, pero su amor no será fácil de concretar porque en su camino están Mónica, obsesionada con Diego, y Fernando, que regresa para evitar que Lucía rehaga su vida.

## Elenco
- Paola Rey como Lucía Savater Martínez de Leyra.
- Michel Brown como Diego "El Rayo" Valdéz.
- Mauricio Islas como Fernando Leyra / Antonio Álamo.
- Vanessa Villela como  Mónica Savater/ Raquel Savater
- Jorge Cao como Néstor Savater.
- Luly Bossa como Mercedes Martínez.
- Ricardo Abarca como Adrián Leyra Savater.
- Salvador del Solar como Eulalio Ocando.
- Juan Pablo Shuk como Manuel Medrano.
- Julio del Mar como Benjamín Santos.
- Silvio Ángel como Luis Leyra.
- Silvia de Dios como Fanny.
- Raúl Gutiérrez como Padre Pablo.
- Leonor Arango como Elvira Leyra.
- Jullye Giliberti como Cristina Moreno.
- Christian Tappan como Gerardo.
- Sharmel Altamirano como Martha.
- Didier van der Hove como Roberto Gutiérrez.
- Carmen Villalobos como Betty Gutiérrez.
- Diana Neira como Andrea Gutiérrez.
- Carlos Kajú como Tequeño.
- Andreah Patapi como Astrid.
- Natalia Bedoya como Julieta "Juliet" González
- Estefania Godoy como "Lorena Morales"
- María Claudia Torres como "Nelly Morales"
- Orlando Valenzuela como "Armando"
- Luis Fernando Bohórquez como "Hernán Duarte"
- Rosemary Bohórquez como "Eleonora Moncada"
- Dafne Padilla como Laura Moreno.
- Alfredo Ahnert como Irineo.
- Ramón Cabrer como Julio.
- Camilo Trujillo como Salvador "Chava" Duarte.
- Daniela Rodríguez/Laura Perico como Natalia Álamo.
- Luigi Aycardi  como Carlos Suárez.
- Andrea Montenegro como Mireya.
- Margarita Durán  como Dora Moran.
- Alejandra Miranda  como Olga López.
- Carolina Betancourt como Luisa.
- Cláudio Fernandes como Silvano Messutti.
- Alejandro Buenaventura como Alberto Ávila.
- Luz Mary Arias como Francisca (Paca).
- Adriana Campos como Miriam Mendizábal (Miri).
- Martha Silva como  Teresa Savater.
- Jonathan Islas como  David Miralvez.
- Moisés Cadavid como Gabriel Miralvez.
- Laila Vieira como Adriana.
- Andrea Beltran como Patricia.
- Fernando Corredor  como "Comandante de Policía / Juez"